# Clubul Sportiv Universitatea Craiova 2022-2023
Questa voce raccoglie le informazioni riguardanti il Clubul Sportiv Universitatea Craiova nelle competizioni ufficiali della stagione 2022-2023.

## Stagione
Nella stagione 2022-2023 l'Universitatea Craiova disputa il campionato di Liga I, dopo il terzo posto della stagione precedente.
In Conference League batte Vllzania e Zorja ai turni di qualificazione, ma cede ai rigori contro l'Hapoel Be'er Sheva agli spareggi per accedere alla fase a gruppi.
In campionato al termine della stagione regolare ottiene il quarto posto, che gli vale la qualificazione alla Poule scudetto. Conferma il quarto posto anche nella fase successiva, mancando l'accesso alle coppe europee per la stagione seguente.
In Coppa di Romania non va oltre la fase a gironi.

## Divise e sponsor
Lo sponsor tecnico per la stagione 2022-2023 è Puma, mentre il main sponsor è Betano.
| Casa | Trasferta | Terza divisa |

## Organigramma societario
Area direttiva
- Presidente onorario: Corneliu Andrei Stroe
- Presidente del Consiglio d'amministrazione: Adrian Andrici
- Presidente: Sorin Cârțu
- Direttore generale: Ovidiu Costeșin
- Direttore del settore giovanile: Lucian Pretorian

Area organizzativa
- Dipartimento giuridico: Aurel Fleancu
- Ticketing: Alin Chimigeru
- Ordine e sicurezza: Florin Cîrstea
- Direttore negozio: Claudia Trancă
- Direttore marketing: Costin Mega

Area comunicazione
- Direttore d'immagine: Gică Craioveanu
- Ufficio stampa: Andrei Coadă-Nicolaescu
- Comunicazione e social media: Răzvan Iova

Area marketing
- Vendite e marketing: Sabin Hera

Area tecnica
- Allenatore: Eugen Neagoe
- Allenatore principale: Daniel Tudor
- Allenatore in seconda: Fadi Haddad
- Analista video: Ionuț Cristian Stancu
- Preparatori atletici: Cătălin Tudor, Daniel Ene
- Team manager: Emil Pieleanu
- Magazzinieri: Ion Dinu, Dan Cîrstea

Area sanitaria
- Medico sociale: Claudiu Stamatescu
- Fisioterapisti: Ion Vasilachi, Ovidiu Blendea, Marius Minae, Radu Rinderu

## Rosa
Rosa e numerazione aggiornate al 1º maggio 2023.
| N. |                               | Ruolo | Calciatore               |
| -- | ----------------------------- | ----- | ------------------------ |
| 1  | Romania (bandiera)            | P     | David Lazar              |
| 2  | Romania (bandiera)            | D     | Paul Papp                |
| 2  | Romania (bandiera)            | D     | Ștefan Vlădoiu           |
| 3  | Romania (bandiera)            | D     | Bogdan Mitrea            |
| 4  | Romania (bandiera)            | C     | Alexandru Crețu          |
| 5  | Romania (bandiera)            | D     | Bogdan Vătăjelu          |
| 6  | Romania (bandiera)            | C     | Vladimir Screciu         |
| 7  | Romania (bandiera)            | C     | George Cîmpanu           |
| 8  | Romania (bandiera)            | C     | Alexandru Mateiu         |
| 9  | Romania (bandiera)            | A     | Andrei Ivan              |
| 10 | Romania (bandiera)            | A     | Ștefan Baiaram           |
| 11 | Romania (bandiera)            | D     | Nicușor Bancu (capitano) |
| 12 | Moldavia (bandiera)           | P     | Denis Rusu               |
| 12 | Guinea Equatoriale (bandiera) | D     | Basilio Ndong            |
| 13 | Romania (bandiera)            | P     | Mirko Pigliacelli        |
| 14 | Romania (bandiera)            | C     | Eduard Florescu          |
| 15 | Croazia (bandiera)            | D     | Juraj Badelj             |
| 16 | Romania (bandiera)            | C     | Dan Nistor               |
| 17 | Brasile (bandiera)            | A     | Rivaldinho               |

| N. |                                 | Ruolo | Calciatore          |
| -- | ------------------------------- | ----- | ------------------- |
| 19 | Bosnia ed Erzegovina (bandiera) | A     | Elvir Koljić        |
| 20 | Romania (bandiera)              | A     | Jovan Marković      |
| 21 | Romania (bandiera)              | P     | Laurențiu Popescu   |
| 22 | Brasile (bandiera)              | C     | Gustavo Vagenin     |
| 23 | Romania (bandiera)              | C     | Mihai Căpățînă      |
| 24 | Croazia (bandiera)              | C     | Ante Roguljić       |
| 25 | Romania (bandiera)              | D     | Valerică Găman      |
| 26 | Macedonia del Nord (bandiera)   | D     | Gjoko Zajkov        |
| 27 | Croazia (bandiera)              | D     | Ivan Martić         |
| 30 | Romania (bandiera)              | C     | Ionuț Vînă          |
| 31 | Romania (bandiera)              | C     | Alexandru Ișfan     |
| 32 | Romania (bandiera)              | D     | Denis Benga         |
| 33 | Romania (bandiera)              | C     | Sergiu Hanca        |
| 34 | Brasile (bandiera)              | D     | Raúl Silva          |
| 35 | Romania (bandiera)              | C     | David Sala          |
| 36 | Romania (bandiera)              | A     | Alexandru Melniciuc |
| 37 | Romania (bandiera)              | A     | Marian Danciu       |
| 87 | Lituania (bandiera)             | P     | Giedrius Arlauskis  |

## Calciomercato

### Sessione estiva(dall'1/7 al 30/9)
| Acquisti         | Acquisti            | Acquisti           | Acquisti      |
| R.               | Nome                | da                 | Modalità      |
| ---------------- | ------------------- | ------------------ | ------------- |
| P                | Giedrius Arlauskis  |                    | svincolato    |
| P                | Laurențiu Popescu   | FC Brașov          | fine prestito |
| D                | Bogdan Mitrea       | Sepsi              | definitivo    |
| D                | Raúl Silva          | Braga              | svincolato    |
| D                | Ivan Martić         | Sion               | svincolato    |
| C                | Sergiu Hanca        | KS Cracovia        | svincolato    |
| C                | Eduard Florescu     | Botoșani           | definitivo    |
| A                | Rivaldinho          | KS Cracovia        | svincolato    |
| A                | Alexandru Melniciuc | Academica Clinceni | svincolato    |
| Altre operazioni |                     |                    |               |
| R.               | Nome                | da                 | Modalità      |
| D                | Florin Borța        | Concordia Chiajna  | fine prestito |
| C                | Vasile Constantin   | FC Brașov          | fine prestito |
| C                | Alexandru Mărieș    | Politehnica Iași   | fine prestito |

| Cessioni         | Cessioni          | Cessioni            | Cessioni      |
| R.               | Nome              | a                   | Modalità      |
| ---------------- | ----------------- | ------------------- | ------------- |
| P                | Mirko Pigliacelli | Palermo             | definitivo    |
| D                | Marius Constantin | Argeș Pitești       | svincolato    |
| D                | Antoine Conte     | Hapoel Tel Aviv     | svincolato    |
| D                | Ștefan Vlădoiu    | U Cluj              | prestito      |
| C                | Ovidiu Bic        | U Cluj              | svincolato    |
| C                | Lyes Houri        | MOL Fehérvár        | fine prestito |
| C                | Gustavo Vagenin   | Tractor             | definitivo    |
| Altre operazioni |                   |                     |               |
| R.               | Nome              | a                   | Modalità      |
| D                | Florin Borța      | Petrolul Ploiești   | prestito      |
| D                | Ionuț Mitran      | CSM Slatina         | prestito      |
| C                | Vasile Constantin | FC Brașov           | svincolato    |
| C                | Alexandru Mărieș  | Minaur Baia Mare    | svincolato    |
| A                | Atanas Trică      | CSA Steaua Bucarest | prestito      |

### Sessione invernale(dall'1/1 al 28/2)
| Acquisti         | Acquisti            | Acquisti      | Acquisti      |
| R.               | Nome                | da            | Modalità      |
| ---------------- | ------------------- | ------------- | ------------- |
| D                | Juraj Badelj        | NK Rudeš      | definitivo    |
| D                | Basilio Ndong       | Start         | definitivo    |
| D                | Ștefan Vlădoiu      | U Cluj        | fine prestito |
| D                | Gjoko Zajkov        | Vorskla       | svincolato    |
| C                | Alexandru Ișfan     | Argeș Pitești | definitivo    |
| Altre operazioni |                     |               |               |
| R.               | Nome                | da            | Modalità      |
| D                | Jean Baptiste Mendy | ACB Ineu      | prestito      |
| D                | Karlo Tomašec       | NK Rudeš      | definitivo    |

| Cessioni | Cessioni           | Cessioni          | Cessioni   |
| R.       | Nome               | a                 | Modalità   |
| -------- | ------------------ | ----------------- | ---------- |
| P        | Giedrius Arlauskis |                   | svincolato |
| P        | Denis Rusu         | Gloria Buzău      | svincolato |
| D        | Ivan Martić        | U Cluj            | prestito   |
| D        | Paul Papp          | Petrolul Ploiești | svincolato |
| C        | Eduard Florescu    | Botoșani          | svincolato |
| C        | Dan Nistor         | U Cluj            | svincolato |
| A        | Marian Danciu      | CSM Slatina       | prestito   |

## Risultati

### Liga I

#### Prima fase

##### Girone di andata
| Arbitro: | Radu Petrescu |

|                  |           |                       |
| Gustavo 29’, 59’ | Marcatori | 73’ Damașcan 87’ Păun |

| Arbitro: | Cătălin Popa |

|          |           |          |
| Filip 6’ | Marcatori | 64’ Papp |

| Arbitro: | Horațiu Feșnic |

|  |           |            |
|  | Marcatori | 51’ Ioniță |

| Arbitro: | István Kovács |

|                     |           |                                    |
| Compagno 70’ (rig.) | Marcatori | 41’ (rig.) Ivan 45+4’ (rig.) Hanca |

| Arbitro: | Lucian Rusandu |

|          |           |  |
| Ivan 37’ | Marcatori |  |

| Arbitro: | Ionuț Coza |

|          |           |           |
| Popa 90’ | Marcatori | 13’ Crețu |

| Arbitro: | Marcel Bîrsan |

|             |           |  |
| Crețu 90+3’ | Marcatori |  |

| Arbitro: | Florin Andrei |

|               |           |  |
| Paraschiv 50’ | Marcatori |  |

| Arbitro: | Adrian Cojocaru |

|                                       |           |                          |
| Marković 26’, 66’ Ivan 44’ Nistor 71’ | Marcatori | 69’ Morar 33’, 41’ Torje |

| Arbitro: | Andrei Chivulete |

|                            |           |  |
| Muhar 17’ Găman 27’ (aut.) | Marcatori |  |

| Arbitro: | Radu Petrescu |

|                                    |           |                       |
| Mitrea 32’ (rig.) Oaidă 66’ (aut.) | Marcatori | 45+6’ (rig.) Compagno |

| Arbitro: | István Kovács |

|                 |           |              |
| Ivan 72’ (rig.) | Marcatori | 55’ Damașcan |

| Arbitro: | Marian Barbu |

|            |           |  |
| Calcan 52’ | Marcatori |  |

| Arbitro: | Marcel Bîrsan |

|                              |           |             |
| Cîmpanu 76’ Rivaldinho 90+1’ | Marcatori | 58’ Irobiso |

| Arbitro: | Andrei Chivulete |

|           |           |                    |
| Abeid 13’ | Marcatori | 45+1’, 57’ Baiaram |

##### Girone di ritorno
| Arbitro: | Marian Barbu |

|  |           |              |
|  | Marcatori | 58’ Vătăjelu |

| Arbitro: | Iulian Călin |

|           |           |  |
| Crețu 60’ | Marcatori |  |

| Arbitro: | Adrian Cojocaru |

|                        |           |                      |
| Albu 24’ Dugandžić 72’ | Marcatori | 5’ Crețu 19’ Baiaram |

| Arbitro: | Andrei Chivulete |

|  |           |                      |
|  | Marcatori | 50’ Baeten 60’ Ganea |

| Arbitro: | Adrian Cojocaru |

|  |           |             |
|  | Marcatori | 41’ Cîmpanu |

| Arbitro: | Florin Andrei |

|                                   |           |  |
| Crețu 22’ Marković 29’ Mitrea 65’ | Marcatori |  |

| Arbitro: | Radu Petrescu |

|            |           |  |
| Mailat 35’ | Marcatori |  |

| Arbitro: | Marcel Bîrsan |

|               |           |  |
| Ivan 48’, 69’ | Marcatori |  |

| Arbitro: | Andrei Chivulete |

|                            |           |            |
| Mazilu 6’ Larie 34’ (rig.) | Marcatori | 59’ Nistor |

| Arbitro: | Marcel Bîrsan |

|               |           |  |
| Ivan 67’, 86’ | Marcatori |  |

| Arbitro: | Adrian Cojocaru |

|            |           |                      |
| Edjouma 1’ | Marcatori | 90+1’ (aut.) Cristea |

| Arbitro: | Horațiu Feșnic |

|          |           |  |
| Rață 50’ | Marcatori |  |

| Arbitro: | Rareș Vidican |

|                 |           |  |
| Ivan 74’ (rig.) | Marcatori |  |

| Arbitro: | Horia Mladinovici |

|  |           |            |
|  | Marcatori | 45+3’ Ivan |

| Arbitro: | Cătălin Popa |

|                         |           |           |
| Marković 52’ Koljić 65’ | Marcatori | 39’ Batha |

#### Poule scudetto
| Arbitro: | Florin Andrei |

|             |           |              |
| Edjouma 66’ | Marcatori | 32’ Marković |

| Arbitro: | István Kovács |

|            |           |          |
| Koljić 72’ | Marcatori | 14’ Cvek |

| Arbitro: | Adrian Cojocaru |

|                                           |           |                       |
| Munteanu 17’ Grameni 54’ Larie 84’ (rig.) | Marcatori | 9’ Koljić 48’ Cîmpanu |

| Arbitro: | Radu Petrescu |

|                                         |           |                      |
| Cîmpanu 38’ Marković 82’ Roguljić 90+2’ | Marcatori | 31’ (rig.) Dugandžić |

| Arbitro: | Marcel Bîrsan |

|                  |           |                        |
| Ștefănescu 90+5’ | Marcatori | 49’ Crețu 66’ Marković |

| Arbitro: | István Kovács |

|                     |           |                          |
| Koljić 90+4’ (rig.) | Marcatori | 44’ Compagno 84’ Sorescu |

| Arbitro: | Radu Petrescu |

|           |           |          |
| Muhar 66’ | Marcatori | 69’ Ivan |

| Arbitro: | Andrei Chivulete |

|                 |           |                 |
| Ivan 82’ (rig.) | Marcatori | 24’ M. Criciúma |

| Arbitro: | Adrian Cojocaru |

|                                  |           |                                |
| Dugandžić 33’ (rig.), 59’ (rig.) | Marcatori | 43’ (rig.), 52’ Ivan 65’ Crețu |

| Arbitro: | Marian Barbu |

|  |           |                  |
|  | Marcatori | 90+4’ Ștefănescu |

### Cupa României

#### Fase a gironi
| Arbitro: | Iulian Dima |

|  |           |                               |
|  | Marcatori | 12’ Vătăjelu 89’ (rig.) Găman |

| Arbitro: | Iuliana Demetrescu |

|             |           |                 |
| Cioargă 48’ | Marcatori | 29’ (rig.) Ivan |

| Arbitro: | Szabolcs Kovacs |

|                        |           |             |
| Bertrand 64’ Tofan 69’ | Marcatori | 55’ Screciu |

### UEFA Europa Conference League

#### Fase di qualificazione
| Arbitro: | Paul Mclaughlin |

|            |           |                   |
| Hoxhaj 51’ | Marcatori | 45+2’ (rig.) Ivan |

| Arbitro: | Ondřej Berka |

|                                     |           |  |
| Mateiu 58’ Raúl Silva 62’ Găman 80’ | Marcatori |  |

| Arbitro: | Georgi Davidov |

|               |           |  |
| Nahnoinyi 56’ | Marcatori |  |

| Arbitro: | Matej Jug |

|                                     |           |  |
| Raúl Silva 5’ Baiaram 53’ Bancu 57’ | Marcatori |  |

#### Spareggi
| Arbitro: | Nicholas Walsh |

|                 |           |            |
| Ivan 75’ (rig.) | Marcatori | 70’ Hatuel |

| Arbitro: | Erik Lambrechts |

|                                 |                      |                                  |
| Hemed 105+1’                    | Marcatori            | 105’ Roguljić                    |
| Suleymanov Keltjens Lopes Dadia | Tiri di rigore 4 – 3 | Roguljić Ivan Nistor Găman Bancu |

## Statistiche

### Statistiche di squadra
Statistiche aggiornate al 4 giugno 2023.
| Competizione      | Competizione      | Punti | In casa | In casa | In casa | In casa | In casa | In casa | In trasferta | In trasferta | In trasferta | In trasferta | In trasferta | In trasferta | Totale | Totale | Totale | Totale | Totale | Totale | DR  |
| Competizione      | Competizione      | Punti | G       | V       | N       | P       | Gf      | Gs      | G            | V            | N            | P            | Gf           | Gs           | G      | V      | N      | P      | Gf     | Gs     | DR  |
| ----------------- | ----------------- | ----- | ------- | ------- | ------- | ------- | ------- | ------- | ------------ | ------------ | ------------ | ------------ | ------------ | ------------ | ------ | ------ | ------ | ------ | ------ | ------ | --- |
| Liga I            | Prima fase        | 57    | 15      | 11      | 2       | 2       | 24      | 12      | 15           | 9            | 4            | 6            | 13           | 15           | 30     | 17     | 6      | 8      | 37     | 27     | +10 |
| Liga I            | Poule scudetto    | 13    | 5       | 1       | 2       | 2       | 6       | 6       | 5            | 2            | 2            | 1            | 9            | 8            | 10     | 3      | 4      | 3      | 15     | 14     | +1  |
| Cupa României     | Cupa României     | -     | 0       | 0       | 0       | 0       | 0       | 0       | 3            | 1            | 1            | 1            | 4            | 3            | 3      | 1      | 1      | 1      | 4      | 3      | +1  |
| Conference League | Conference League | -     | 3       | 2       | 1       | 0       | 7       | 1       | 3            | 0            | 2            | 1            | 2            | 3            | 6      | 2      | 3      | 1      | 9      | 4      | +5  |
| Totale            | Totale            | -     | 23      | 14      | 5       | 4       | 37      | 19      | 26           | 12           | 9            | 9            | 28           | 29           | 49     | 23     | 14     | 13     | 65     | 48     | +17 |

### Andamento in campionato

#### Prima fase
| Giornata  | 1 | 2  | 3  | 4 | 5 | 6 | 7 | 8 | 9 | 10 | 11 | 12 | 13 | 14 | 15 | 16 | 17 | 18 | 19 | 20 | 21 | 22 | 23 | 24 | 25 | 26 | 27 | 28 | 29 | 30 |
| --------- | - | -- | -- | - | - | - | - | - | - | -- | -- | -- | -- | -- | -- | -- | -- | -- | -- | -- | -- | -- | -- | -- | -- | -- | -- | -- | -- | -- |
| Luogo     | C | T  | C  | T | C | T | C | T | C | T  | C  | C  | T  | C  | T  | T  | C  | T  | C  | T  | C  | T  | C  | T  | C  | T  | T  | C  | T  | C  |
| Risultato | N | N  | P  | V | V | N | V | P | V | P  | V  | N  | P  | V  | V  | V  | V  | N  | P  | V  | V  | P  | V  | P  | V  | N  | P  | V  | V  | V  |
| Posizione | 7 | 11 | 11 | 9 | 6 | 9 | 4 | 8 | 5 | 7  | 5  | 6  | 6  | 5  | 4  | 4  | 4  | 4  | 4  | 4  | 3  | 5  | 4  | 5  | 5  | 5  | 5  | 5  | 5  | 4  |

Legenda:

Luogo: C = Casa; T = Trasferta. Risultato: V = Vittoria; N = Pareggio; P = Sconfitta.

#### Poule scudetto
| Giornata  | 1 | 2 | 3 | 4 | 5 | 6 | 7 | 8 | 9 | 10 |
| --------- | - | - | - | - | - | - | - | - | - | -- |
| Luogo     | T | C | T | C | T | C | T | C | T | C  |
| Risultato | N | N | P | V | V | P | N | N | V | P  |
| Posizione | 4 | 4 | 4 | 4 | 4 | 4 | 4 | 4 | 4 | 4  |

Legenda:

Luogo: C = Casa; T = Trasferta. Risultato: V = Vittoria; N = Pareggio; P = Sconfitta.

### Statistiche dei giocatori
Sono in corsivo i calciatori che hanno lasciato la società a stagione in corso.
Statistiche aggiornate al 4 giugno 2023.
| Giocatore      | Liga I   | Liga I | Liga I      | Liga I     | Cupa României | Cupa României | Cupa României | Cupa României | Conference League | Conference League | Conference League | Conference League | Totale   | Totale | Totale      | Totale     |
| Giocatore      | Presenze | Reti   | Ammonizioni | Espulsioni | Presenze      | Reti          | Ammonizioni   | Espulsioni    | Presenze          | Reti              | Ammonizioni       | Espulsioni        | Presenze | Reti   | Ammonizioni | Espulsioni |
| -------------- | -------- | ------ | ----------- | ---------- | ------------- | ------------- | ------------- | ------------- | ----------------- | ----------------- | ----------------- | ----------------- | -------- | ------ | ----------- | ---------- |
| G. Arlauskis   | 7        | -7     | 3           | 0          | 0             | 0             | 0             | 0             | 0                 | 0                 | 0                 | 0                 | 7        | -7     | 3           | 0          |
| J. Badelj      | 7        | 0      | 0           | 0          | 0             | 0             | 0             | 0             | 0                 | 0                 | 0                 | 0                 | 7        | 0      | 0           | 0          |
| Ș. Baiaram     | 27       | 3      | 8           | 0          | 1             | 0             | 1             | 0             | 6                 | 1                 | 1                 | 0                 | 34       | 4      | 10          | 0          |
| N. Bancu       | 13       | 0      | 4           | 0          | 0             | 0             | 0             | 0             | 6                 | 1                 | 2                 | 0                 | 19       | 1      | 6           | 0          |
| D. Benga       | 2        | 0      | 0           | 0          | 2             | 0             | 0             | 0             | 0                 | 0                 | 0                 | 0                 | 4        | 0      | 0           | 0          |
| M. Căpățînă    | 30       | 0      | 6           | 1          | 1             | 0             | 0             | 0             | 6                 | 0                 | 1                 | 0                 | 37       | 0      | 7           | 1          |
| G. Cîmpanu     | 31       | 4      | 1           | 0          | 3             | 0             | 0             | 0             | 2                 | 0                 | 0                 | 0                 | 36       | 4      | 1           | 0          |
| A. Crețu       | 34       | 7      | 7           | 2          | 0             | 0             | 0             | 0             | 6                 | 0                 | 3                 | 0                 | 40       | 7      | 10          | 2          |
| M. Danciu      | 2        | 0      | 0           | 0          | 1             | 0             | 0             | 0             | 0                 | 0                 | 0                 | 0                 | 3        | 0      | 0           | 0          |
| E. Florescu    | 1        | 0      | 0           | 0          | 2             | 0             | 1             | 0             | 0                 | 0                 | 0                 | 0                 | 3        | 0      | 1           | 0          |
| V. Găman       | 15       | 0      | 3           | 0          | 2             | 1             | 0             | 0             | 3                 | 1                 | 0                 | 0                 | 20       | 2      | 3           | 0          |
| S. Hanca       | 10       | 1      | 4           | 0          | 2             | 0             | 0             | 0             | 4                 | 0                 | 1                 | 0                 | 16       | 1      | 5           | 0          |
| A. Ișfan       | 16       | 0      | 1           | 0          | 0             | 0             | 0             | 0             | 0                 | 0                 | 0                 | 0                 | 16       | 0      | 1           | 0          |
| A. Ivan        | 35       | 14     | 4           | 0          | 2             | 1             | 0             | 0             | 6                 | 2                 | 1                 | 0                 | 43       | 17     | 5           | 0          |
| E. Koljić      | 25       | 4      | 3           | 0          | 0             | 0             | 0             | 0             | 6                 | 0                 | 1                 | 0                 | 31       | 4      | 4           | 0          |
| D. Lazar       | 15       | -15    | 2           | 0          | 2             | -1            | 0             | 0             | 6                 | -4                | 0                 | 0                 | 23       | -20    | 2           | 0          |
| J. Marković    | 37       | 7      | 1           | 0          | 3             | 0             | 0             | 0             | 4                 | 0                 | 0                 | 0                 | 44       | 7      | 1           | 0          |
| I. Martić      | 10       | 0      | 1           | 0          | 2             | 0             | 0             | 0             | 2                 | 0                 | 0                 | 0                 | 14       | 0      | 1           | 0          |
| A. Mateiu      | 33       | 0      | 3           | 1          | 3             | 0             | 0             | 0             | 6                 | 1                 | 1                 | 0                 | 42       | 1      | 4           | 1          |
| A. Melniciuc   | 0        | 0      | 0           | 0          | 0             | 0             | 0             | 0             | 0                 | 0                 | 0                 | 0                 | 0        | 0      | 0           | 0          |
| B. Mitrea      | 19       | 2      | 3           | 0          | 2             | 0             | 1             | 0             | 0                 | 0                 | 0                 | 0                 | 21       | 2      | 4           | 0          |
| B. Ndong       | 15       | 0      | 1           | 0          | 0             | 0             | 0             | 0             | 0                 | 0                 | 0                 | 0                 | 15       | 0      | 1           | 0          |
| D. Nistor      | 20       | 2      | 4           | 0          | 2             | 0             | 0             | 0             | 1                 | 0                 | 0                 | 0                 | 23       | 2      | 4           | 0          |
| P. Papp        | 17       | 1      | 6           | 1          | 1             | 0             | 1             | 0             | 4                 | 0                 | 0                 | 1                 | 22       | 1      | 7           | 2          |
| M. Pigliacelli | 1        | -2     | 1           | 0          | 0             | 0             | 0             | 0             | 0                 | 0                 | 0                 | 0                 | 1        | -2     | 1           | 0          |
| L. Popescu     | 17       | -17    | 2           | 0          | 1             | -2            | 0             | 0             | 0                 | 0                 | 0                 | 0                 | 18       | -19    | 2           | 0          |
| Rivaldinho     | 23       | 1      | 2           | 0          | 2             | 0             | 0             | 0             | 2                 | 0                 | 0                 | 0                 | 27       | 1      | 2           | 0          |
| A. Roguljić    | 27       | 1      | 2           | 0          | 2             | 0             | 0             | 0             | 5                 | 1                 | 0                 | 0                 | 34       | 2      | 2           | 0          |
| D. Rusu        | 0        | 0      | 0           | 0          | 0             | 0             | 0             | 0             | 0                 | 0                 | 0                 | 0                 | 0        | 0      | 0           | 0          |
| D. Sala        | 6        | 0      | 0           | 0          | 0             | 0             | 0             | 0             | 0                 | 0                 | 0                 | 0                 | 6        | 0      | 0           | 0          |
| V. Screciu     | 36       | 0      | 5           | 1          | 2             | 1             | 0             | 0             | 6                 | 0                 | 0                 | 0                 | 44       | 1      | 5           | 1          |
| R. Silva       | 23       | 0      | 4           | 0          | 2             | 0             | 1             | 0             | 6                 | 2                 | 2                 | 0                 | 31       | 2      | 7           | 0          |
| Gustavo        | 2        | 2      | 1           | 0          | 0             | 0             | 0             | 0             | 2                 | 0                 | 2                 | 0                 | 4        | 2      | 3           | 0          |
| B. Vătăjelu    | 25       | 1      | 4           | 0          | 2             | 1             | 0             | 0             | 2                 | 0                 | 0                 | 0                 | 29       | 2      | 4           | 0          |
| I. Vînă        | 5        | 0      | 0           | 0          | 1             | 0             | 1             | 0             | 0                 | 0                 | 0                 | 0                 | 6        | 0      | 1           | 0          |
| Ș. Vlădoiu     | 16       | 0      | 0           | 0          | 0             | 0             | 0             | 0             | 0                 | 0                 | 0                 | 0                 | 16       | 0      | 0           | 0          |
| G. Zajkov      | 16       | 0      | 1           | 0          | 0             | 0             | 0             | 0             | 0                 | 0                 | 0                 | 0                 | 16       | 0      | 1           | 0          |